# Харбор Блафс (Флорида)
Харбор Блафс (енгл. Harbor Bluffs) насељено је место без административног статуса у америчкој савезној држави Флорида.

## Демографија
По попису из 2010. године број становника је 2.860, што је 53 (1,9%) становника више него 2000. године.
| Група             | 2000.         | 2010.         |
| Белци             | 2.687 (95,7%) | 2.676 (93,6%) |
| Афроамериканци    | 3 (0,1%)      | 14 (0,5%)     |
| Азијати           | 44 (1,6%)     | 45 (1,6%)     |
| Хиспаноамериканци | 55 (2,0%)     | 87 (3,0%)     |
| Укупно            | 2.807         | 2.860         |